# Potamodytes antennatus
Potamodytes antennatus là một loài bọ cánh cứng trong họ Elmidae. Loài này được Dohrn miêu tả khoa học năm 1882.